# Municipio de Banner (condado de Mountrail)
El municipio de Banner (en inglés: Banner Township) es un municipio ubicado en el condado de Mountrail en el estado estadounidense de Dakota del Norte. En el año 2010 tenía una población de 34 habitantes y una densidad poblacional de 0,37 personas por km².

## Geografía
El municipio de Banner se encuentra ubicado en las coordenadas 47°53′2″N 102°3′15″O / 47.88389, -102.05417. Según la Oficina del Censo de los Estados Unidos, el municipio tiene una superficie total de 92.78 km², de la cual 92,69 km² corresponden a tierra firme y (0,09 %) 0,08 km² es agua.

## Demografía
Según el censo de 2010, había 34 personas residiendo en el municipio de Banner. La densidad de población era de 0,37 hab./km². De los 34 habitantes, el municipio de Banner estaba compuesto por el 79,41 % blancos, el 20,59 % eran amerindios. Del total de la población el 0 % eran hispanos o latinos de cualquier raza.